# Río Naya
Der Río Naya ist ein etwa 140 km langer Zufluss des Pazifischen Ozeans im Westen Kolumbiens. Er verläuft weitgehend entlang der Grenze des nördlich gelegenen Departamento Valle del Cauca und des südlich gelegenen Departamento del Cauca.

## Flusslauf
Der Río Naya entspringt in der Westkordillere, etwa 40 km südwestlich der Großstadt Cali, auf einer Höhe von etwa 2500 m. Er fließt anfangs 15 km nach Westen, anschließend 10 km nach Süden und schließlich erneut nach Westen. Bei Flusskilometer 80 verlässt der Río Naya das Bergland und erreicht das westkolumbianische Küstentiefland. Dieses durchfließt er in überwiegend westlicher Richtung. Bei Flusskilometer 15, bei der Ortschaft Puerto Merizalde, zweigt ein 15 km langer Mündungsarm nach links ab. Dieser bildet die Grenze zwischen Cauca und Valle del Cauca und endet (⊙) im Norden einer Bucht, in welche auch der Río San Juan de Micay mündet. 11 km oberhalb der Mündung zweigt ein 20 km langer Mündungsarm nach Norden ab (⊙), während der Hauptmündungsarm nach Westen abbiegt.
- Karte mit allen Koordinaten:
- OSM |
- WikiMap

## Hydrologie und Einzugsgebiet
Der Río Naya entwässert ein Areal von etwa 1700 km². Im Norden grenzt das Einzugsgebiet an das des Río Yurumangui, im Süden an das des Río San Juan de Micay.
Der mittlere Abfluss beträgt 417 m³/s. Das Einzugsgebiet des Río Naya liegt in der humiden Tropenzone. Diese ist gekennzeichnet durch tropischen Regenwald. Die Temperaturen sind über das Jahr hinweg relativ konstant. Ferner wird das Klima durch starke Niederschläge und hohe Luftfeuchtigkeit geprägt. Gewöhnlich treten an der kolumbianischen Westküste in den Monaten September bis November die höchsten Niederschläge auf. Daneben tritt zwischen April und Juni eine weniger stark ausgeprägte Regensaison auf.